# Загальна природнича історія і теорія неба
«Загальна природнича історія і теорія неба, або спроба пояснити матеріальне та механічне походження Всесвіту за принципами Ньютона» (нім. Allgemeine Naturgeschichte und Theorie des Himmels, англ. Universal Natural History and Theory of the Heavens) — філософська праця Іммануїла Канта, анонімно опублікована їм у 1755 році, в якій він вперше виклав небулярну гіпотезу походження Сонячної системи.
За Кантом, Сонячна система — лише зменшена версія систем нерухомих зір, таких як Чумацький Шлях та інші галактики. Космогонія, яку пропонує Кант, ближча до загальноприйнятих сьогодні ідей, ніж ідея деяких його сучасних мислителів, таких як П'єр-Сімон Лаплас. Крім того, думка Канта в цьому томі перебуває під сильним впливом атомістичної теорії, на додаток до ідей Лукреція.

## Контекст
У 1751 році Кант прочитав огляд Томаса Райта «Оригінальна теорія, або нова гіпотеза Всесвіту» (1750), і ця робота надихнула його на написання «Загальної природної історії».
Кант відповів на запрошення до конкурсу на премію Берлінської академії 1754 року міркуваннями про те, що гравітація Місяця зрештою призведе до синхронізації його обертання з обертанням Землі. Наступного року він розширив ці міркування до опису формування та еволюції Сонячної системи у «Загальній природній історії».

## Зміст
Кант пропонує небулярну гіпотезу, згідно з якою сонячні системи утворюються з туманностей (міжзоряних хмар пилу), які перетворюються на акреційні диски, а потім утворюють сонця та їхні планети. Він також обговорює комети та постулює, що Чумацький Шлях є лише однією з багатьох галактик.
Кант припускає, що Земля колись могла мати кільце, подібне до кілець Сатурна. Він правильно припускає, що кільця Сатурна складаються з окремих частинок, імовірно, з льоду. Він вказує на гіпотетичне кільце як на можливе пояснення «води на тверді», описаної в оповіді про створення світу у Книзі Буття, а також як на джерело води у розповіді про Всесвітній потоп.

## Критика
У вступі до англійського перекладу книги Канта Стенлі Джакі критикує Канта за те, що він слабкий математик, і применшує значення його внеску в науку. Втім Стівен Палмквіст стверджував, що критика Джакі є упередженою, і що Джакі показав лише, «що Allgemeine Naturgeschichte не відповідає строгим стандартам історика науки двадцятого століття».